# Ankiliroroka
Ankiliroroka è una città e comune del Madagascar situata nel distretto di Belo sur Tsiribihina, regione di Menabe. 
La popolazione del comune rilevata nel censimento 2001 era pari a 4 340 unità.